# سامي ماركس
سامي ماركس (بالليتوانية: Sammy Marks)‏ هو شخصية أعمال ليتواني، ولد في 1843 في ليتوانيا، وتوفي في 18 فبراير 1920 في جوهانسبرغ في جنوب أفريقيا.

## معرض صور

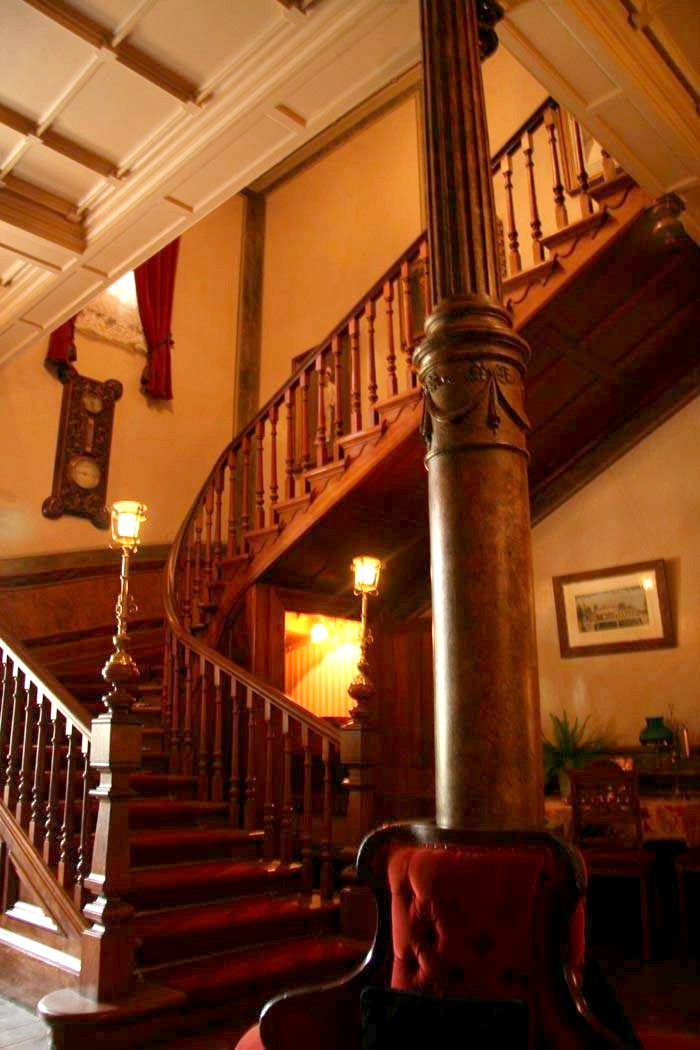
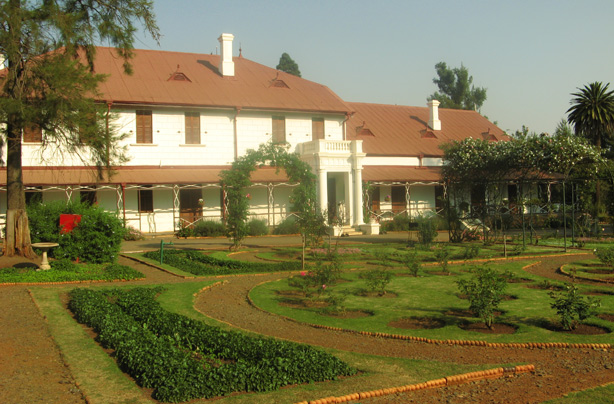
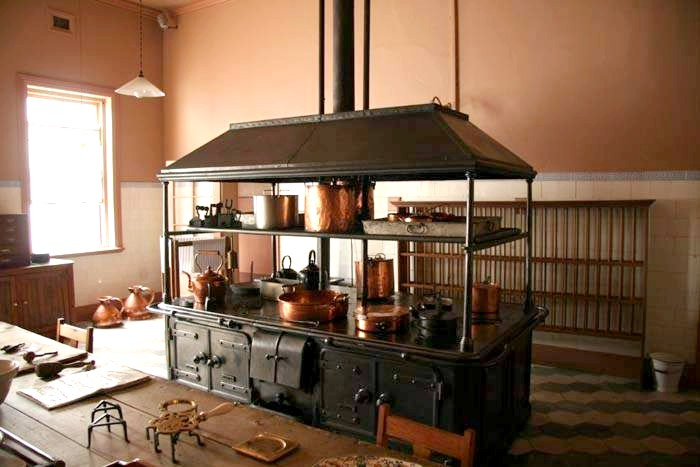